# Aksaj (Dagestan)
Aksaj (ros. Аксай) – wieś w Rosji, w Dagestanie, w rejonie chasawiurckim. W 2010 liczyła 9000 mieszkańców, głównie Kumyków.